# Antônio Aureliano Chaves de Mendonça
Antônio Aureliano Chaves de Mendonça (Três Pontas, 13 gennaio 1929 – Itajubá, 30 aprile 2003) è stato un politico brasiliano.
È stato Vicepresidente del Brasile dal 15 marzo 1979 al 15 marzo 1985.